# Тоцьке Друге
Городо́к Тре́тій (рос. Городок Третий) — село у складі Тоцького району Оренбурзької області, Росія.

## Географія
Село розташоване на правому березі річки Самара за 180 км на північний захід від Оренбурга за 5 км на північний схід від районного центру — села Тоцьке.

## Історія
Історія населеного пункту бере початок з 1904 року, коли був створений Тоцький полігон. Тут навчалися військової справи піхотні, артилерійські і кавалерійські частини Російської армії.
У 1914—1918 роках Тоцький гарнізон був основним центром підготовки маршових полків Казанського військового округу. З 1915 по 1919 роки на території полігону знаходився табір для 130 тисяч військовополонених австрійців, чехів, німців. 16 000 з них померли і поховані на цвинтарі полігону.
Під час Громадянської війни в 1918—1919 роках тут утримувалися полонені червоноармійці, яких отаман Дутов відправляв поїздами в Сибір. Потім в Тоцькому таборі формував свою дивізію Василь Іванович Чапаєв.
У 1920—1930 роках за неофіційною домовленістю СРСР і Німеччина спільно випробували тут газову зброю.
У 1941—1945 роках на Тоцькому полігоні проходили підготовку радянські солдати перед відправденням на фронт Німецько-радянської війни. Тут був сформований 135-й Тоцький гаубичний артилерійський полк, в 1941 році генерал Л. М. Доватор сформував кавалерійську дивізію відправлену на Західний фронт, також формувався 41-й кавалерійський полк.
У 1941—1942 роках на базі полігону формувалися 6-а і 7-а дивізії Польської армії генерала Андерса. У серпні 1942 року вони були виведені з території СРСР в Іран.
4 вересня 1954 року на території полігону під керівництвом Г. К. Жукова проводилися широкомасштабні військові тактичні навчання із застосуванням ядерної зброї.
З 1991 року Тоцький гарнізон — місце постійної дислокації 27-ї гвардійської Червонопрапорної Києво-Новобузької орденів Кутузова та Богдана Хмельницького II ступеня мотострілецької дивізії, виведеної сюди з території Німеччини.

## Населення
Населення — 13197 осіб (2010; 17521 у 2002).
Національний склад (станом на 2002 рік):
- росіяни — 76 %